# Prunus lusitanica
A Prunus lusitanica, commumente conhecida como azereiro ou loureiro-de-portugal, é uma espécie de cerejeira nativa do sudoeste de França, Espanha, Portugal, Marrocos.
É considerada uma relíquia das florestas de lauráceas que dominavam a área da bacia do Mediterrâneo no Terciário. Com o fecho do mar a leste, e consequente alteração climática para um ambiente cada vez mais árido, este tipo de florestas recuou e extinguiu-se quase completamente, tendo sobrevivido em apenas alguns enclaves húmidos ou de montanha (como o norte de Portugal e Espanha, as montanhas marroquinas e os Pirenéus franceses e espanhóis) e na região da Macaronésia composta pelas ilhas atlânticas da Madeira e das Canárias. Foi nestes refúgios temperados que esta espécie sobreviveu até aos nossos dias, em especial na Macaronésia onde a floresta laurissilva é atualmente o único tipo de floresta.
A espécie foi cientificamente descrita pela primeira vez por Linnaeus no seu Species Plantarum de 1753. O seu restritivo específico lusitanica, refere-se à Lusitânia, o nome romano para a atual área onde se situa parte de Portugal.

## Sub-espécies
Das três sub-espécies anteriormente reconhecidas, apenas é atualmente considerada a
- Prunus lusitanica subsp. lusitanica - Europa continental (Península Ibérica e Pirenéus franceses) e norte de África.

As restantes subspécies eram:
- Prunus lusitanica subsp. azorica (Mouill.) Franco - Açores. Esta subespécie é actualmente considerada espécia autónoma com o nome de Prunus azorica.[5]
- Prunus lusitanica subsp. hixa (Willd.) Franco - Madeira, Ilhas Canárias e Marrocos. Esta sub-espécie é actualmente considerada como espécie separada, endémica dos arquipélagos da Madeira e Canárias - Prunus hixa Willd.[6]

## Características
Trata-se de um arbusto ou pequena árvore perene, crescendo entre 3 a 15 metros. A casca da árvore é castanho escura. As folhas são alternadas, ovais, entre 7–12 cm de comprimento e 3–5 cm de largura, com o ápice acuminado, pecíolo avermelhado, margens dentadas, coriáceas e de cor verde escura e brilhante na página superior, ligeiramente mais clara na inferior. São superficialmente semelhantes às folhas do loureiro, o que leva a que sejam por vezes confundidas. As flores são pequenas (10–15 mm de diâmetro) com cinco pequenas pétalas; são produzidas em inflorescências eretas ou ramificadas com um comprimento entre 15–25 cm, no final da Primavera, início do Verão. O fruto é uma pequena cereja (drupa) ovoide, com 8–13 mm de diâmetro, verde ou vermelho-esverdeado de início, tornando-se negro-purpúreo ou negro quando amadurece no final do Verão ou início do Outono.
É uma espécie rara na natureza, ocorrendo essencialmente ao longo de riachos e ribeiros de montanha, preferindo zonas ensolaradas e solos húmidos, mas com boa drenagem. É moderadamente tolerante à seca. Reproduz-se sexuadamente (o método mais eficiente) ou assexuadamente através da clonagem de rebentos.

## Cultivo e usos
Muito cultivada como planta ornamental e é utilizada como planta de vedação. O fruto é muito amargo e não comestível, mesmo quando totalmente maduro, podendo ser tóxico.